# Rhadinopsylla pitymydis
Rhadinopsylla pitymydis är en loppart som beskrevs av Edoardo Zavattari 1914.
Rhadinopsylla pitymydis ingår i släktet Rhadinopsylla och familjen mullvadsloppor. Inga underarter finns listade i Catalogue of Life.